# Podarcis tiliguerta
Podarcis tiliguerta là một loài thằn lằn trong họ Lacertidae. Loài này được Gmelin mô tả khoa học đầu tiên năm 1789.

## Hình ảnh

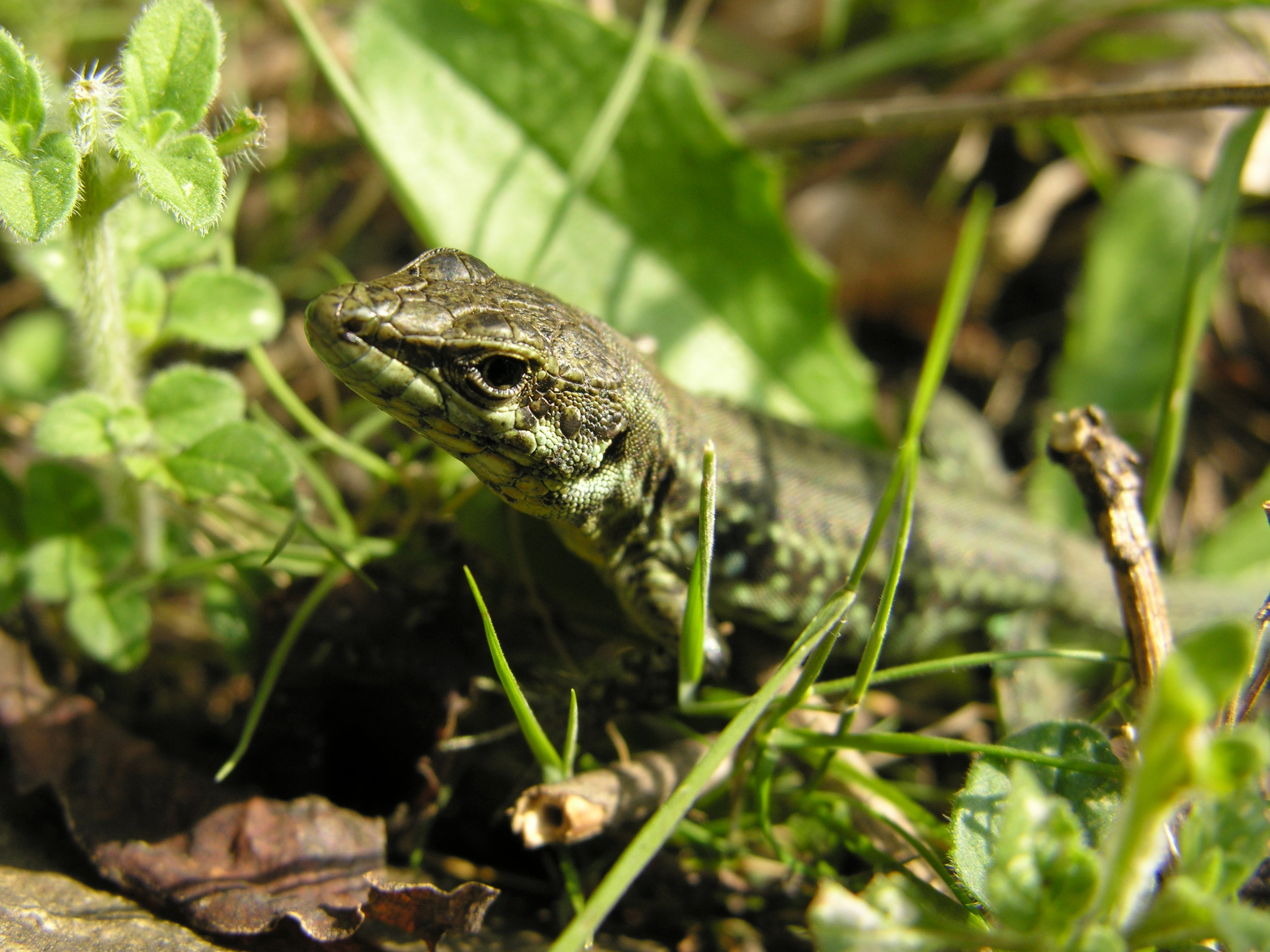
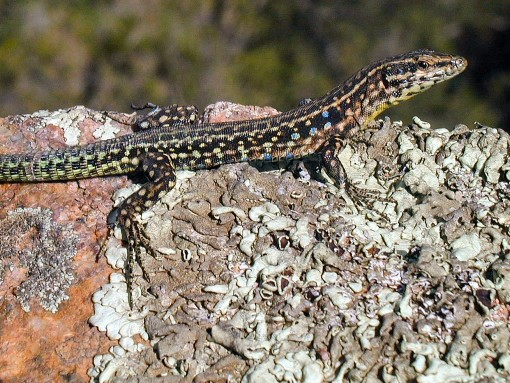
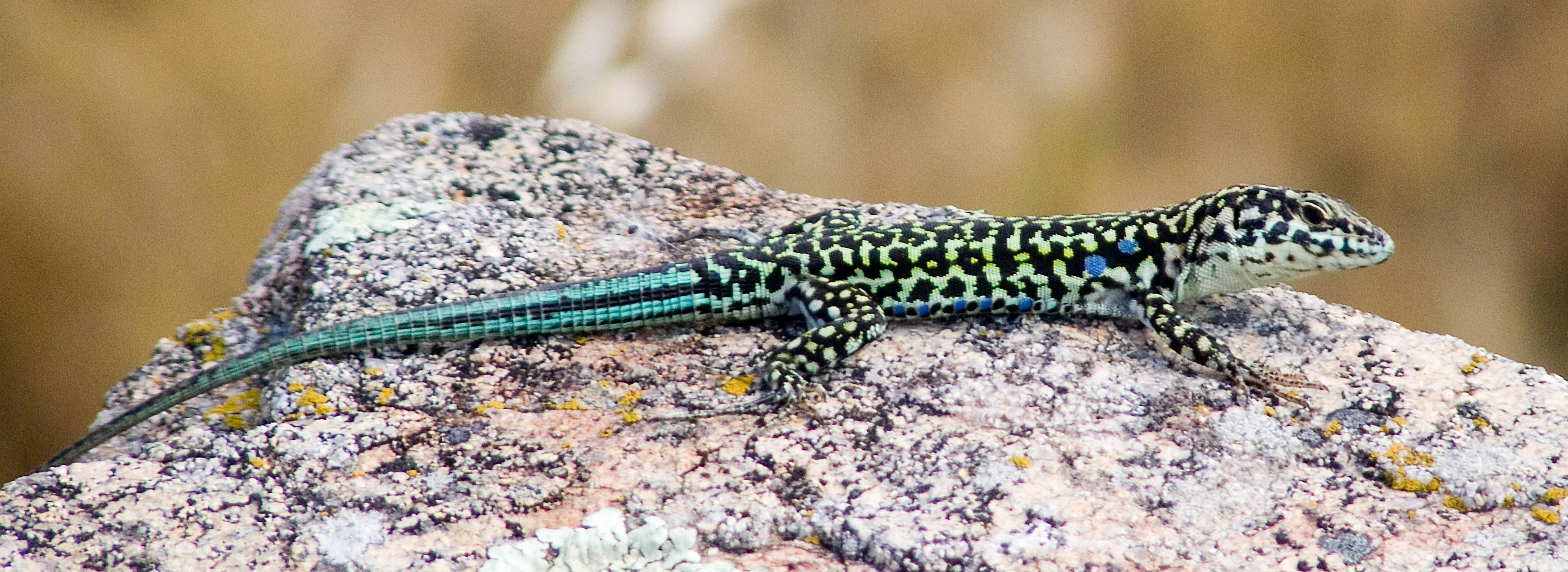
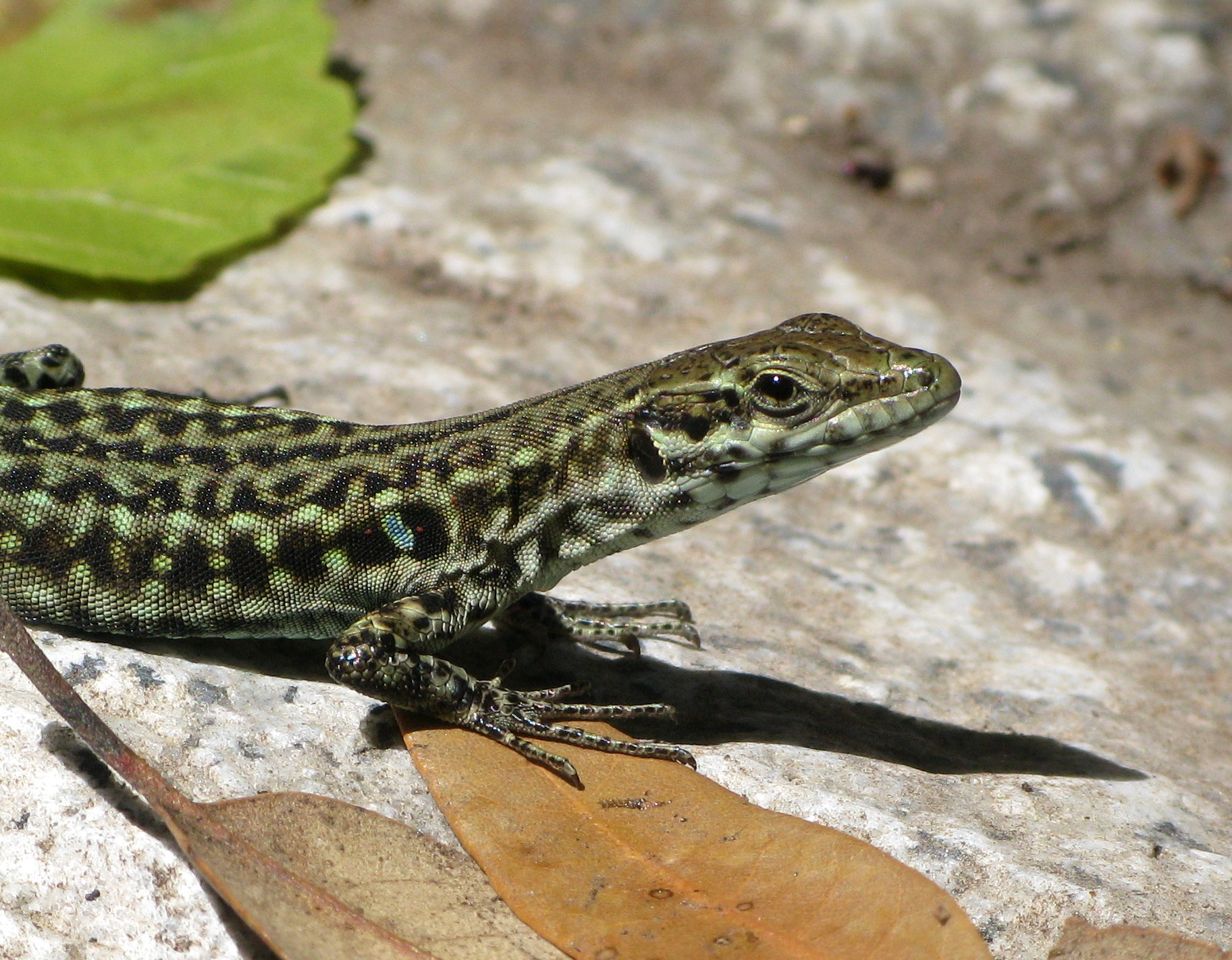
Podarcis tiliguerta